# (72600) 2001 FS12
(72600) 2001 FS12 – planetoida z pasa głównego asteroid okrążająca Słońce w ciągu 5,37 lat w średniej odległości 3,07 j.a. Odkryta 19 marca 2001 roku.